# غنجغان السفلي (سررود الجنوبي)
غنجغان السفلی (بالفارسية: گنجگان سفلی) هي قرية تقع في إيران في قسم سررود الجنوبي الريفي. يقدر عدد سكانها بـ 227 نسمة بحسب إحصاء 2016.